# 楽団 (アルバム)
『楽団』（がくだん）は、スターダストレビュー11枚目のオリジナル・アルバム。1994年5月25日に発売された。

## 解説
前作『SOLA』より1年2か月ぶりのオリジナル・アルバム。
先行シングル「クレイジー・ラブ」収録。
本作発売年に行われたツアーをもって、アマチュア時代からキーボーディスト・ボーカル・編曲等でバンド・サウンドを担ってきた三谷泰弘が脱退。オリジナルメンバー5人による最後のアルバムとなった。
2曲目「素敵なたくらみ」に平松愛理がゲスト・ボーカルで参加。

## 収録曲
全編曲：三谷泰弘
1. 夢の翼
作詞・作曲：三谷泰弘
2. 素敵なたくらみ
作詞：寺田正美/林紀勝　作曲：三谷泰弘
3. Let's Call It "Love"
作詞・作曲：三谷泰弘
4. 恋人のままで 〜Autumn Love〜
作詞：林紀勝　作曲：根本要
5. Over The Rainbow
作詞：寺田正美/根本要　作曲：根本要
6. Triangle Love
作詞：根本要/林紀勝　作曲：根本要　編曲：スターダストレビュー
7. クレイジー・ラブ
作詞：渡辺なつみ　作曲：柿沼清史
26枚目のシングル
8. The Best Of My Life
作詞：根本要/林紀勝　作曲：根本要　編曲：スターダストレビュー
9. 横顔
作詞：山田ひろし　作曲：柿沼清史
10. Candle On The Water
作詞・作曲・メインボーカル：三谷泰弘
11. クレイジー・ラブ（LIVE VERSION）
※2006年以降再発盤のみに収録のボーナス・トラック

## 参加ミュージシャン
Trombone：工藤隆
Trumpet：水江 "ヨーカン" 洋一郎
Saxophone：山本公樹
Saxophone：清水直人
Hammond Organ：難波弘之
Special Guest：平松愛理 (2)
Background Vocal：Dual Dream, 安藤治彦, 荒木真樹彦, TAM TAM, 安部潤,吉村真貴子, 野田幹子, 大植三奈江, 黒沢光義